# An'Om x Vayn
An'Om x Vayn est un groupe français de hip-hop, originaire de Saint-Étienne, dans la Loire. Il est composé d'An'Om (Tom Morvant, auteur-interprète) et de Vayn (Valentin Grataloup, compositeur et multi-instrumentiste). Ils se font connaître avec le single Astronaute, sorti en 2018, certifié or puis platine par le Syndicat national de l'édition phonographique en 2022 et 2023.

## Histoire
An'Om commence la pratique de la guitare puis du chant à l'âge de 8 ans tout comme Valentin qui lui commence la batterie puis s'oriente vers la guitare et enfin le piano au fil des années,. Les deux artistes se retrouvent à Saint-Étienne, dans la Loire, au milieu des années 2010 bien qu'ils se connaissent depuis l'enfance, faisant partie de la même famille. En 2017, ils commencent à collaborer et fondent le duo An'Om x Vayn. Le projet naît d'une complémentarité musicale : An'Om écrit et interprète des textes introspectifs et imagés, tandis que Vayn compose des instrumentales mêlant textures électroniques et atmosphères cinématographiques.
En 2019, ils font une intervention sur une vidéo du Youtubeur AdriGeek dans le cadre de la création du single 24h chrono sorti la même année. Leur premier projet commun, Le Remède (2018), est un double EP publié sous le nom d'An'Om, dont deux titres sont réalisés avec Vayn. En 2019, le single Astronaute marque un tournant dans leur parcours, leur permettant d'atteindre un large public. Le morceau est certifié single d'or puis de platine par le SNEP. Leur premier album Parallèle sort en 2021. Il est suivi en 2023 par le projet Blizzard, EP plus sombre et introspectif,. En 2025, ils publient le premier volume de la série Humain, un EP de 4 titres.
Leur projet est défendu sur scène à travers plus de 70 dates, notamment une Boule Noire complète à Paris en 2024. Un concert à la Maroquinerie est organisé le 16 janvier 2025.
En parallèle à leur projet de duo, les deux artistes interviennent auprès de différents publics dans le cadre d'actions culturelles.

## Style musical et influences
An'Om x Vayn auto-produisent leurs morceaux via le label discographique indépendant Le Labo tout en collaborant avec des acteurs nationaux comme Believe, Demain (label de PIAS), ou encore AlterK. Ils développent une esthétique soignée, aussi bien sonore que visuelle. Le duo revendique une fusion libre entre les genres, à l'image de leur déclaration : « On a pas réellement de « règle » là-dessus, c’est vraiment spontané, selon nos moods. Je pense qu’on sent cette symbiose parce qu’on crée tous les deux, de façon conjointe. »
Leur univers mêle rap aux influences multiples de chanson française et musique électronique,. 
Les influences d'An'Om sont multiples concernant son style d'écriture, allant du rappeur Dinos au chanteur Ben Mazué en passant par Médine (artiste que le duo accompagnera sur scène), Lord Esperanza, ou encore Georgio. Vayn, quant à lui, vient initialement du style pop rock avec Green Day, Linkin Park, U2 ou encore plus récemment Imagine Dragons. Il produit une musique aux teintes électroniques inspirée par Diplo, DJ Snake et bien d'autres comme Petit Biscuit.

## Discographie

### Albums studio
- 2021 : Parallèle

### EP
- 2018 : Le Remède (double EP, auto-produit, 2 titres en duo)
- 2023 : Blizzard
- 2025 : Humain Vol. 1

### Singles
- 2019 : Astronaute
- 2019 : Full Moon
- 2019 : Flex
- 2019 : 24H chrono
- 2019 : Désolé père Noël
- 2022 : Drift
- 2024 : À mes démons
- 2024 : À mes démons Pt. 2
- 2025 : Magenta

### Collaborations hors duo
- En réalité (feat. An'Om et Natas) (2018, single de So, présent sur son EP Irruption)
- Ce soir (feat. An'Om) (2023, single de Lycos, présent sur son album Alcan City)

## Distinctions
- Certifié par le SNEP single d'or en 2022 pour Astronaute[14]
- Certifié par le SNEP single de platine en 2023 pour Astronaute[14]

## Tremplins et accompagnements
- Lauréats ou finalistes de :
  - Buzz Booster (finale régionale)
  - Tremplin CROUS de Lyon
  - Nos talents sur scène (Saint-Étienne)[15]
- Accompagnés par Le Fil et Le Pax